# Municipio Quintana Roo
Koordinaten: 20° 52′ N, 88° 38′ W
Quintana Roo ist ein Municipio im mexikanischen Bundesstaat Yucatán. Das Gemeindegebiet erstreckt sich über eine Fläche von 103,7 km², beim Zensus 2010 wurden 942 Einwohner im Municipio gezählt. Verwaltungssitz ist das gleichnamige Quintana Roo, der einzige bewohnte Ort des Municipios.

## Geographie
Das Municipio Quintana Roo liegt zentral im Bundesstaat Yucatán auf unter 100 m Höhe. Es zählt zur Gänze zur physiographischen Provinz der Halbinsel Yucatán, zu deren Subprovinz des yucatekischen Karstes sowie zur hydrographischen Region Yucatán Norte. Mit etwa 99,4 % der Gemeindefläche dominiert der Kalkstein die Geologie des Municipios, vorherrschende Bodentypen sind der Phaeozem (63 %) und Leptosol (36 %). 99 % der Fläche des Municipios werden von Regenwald eingenommen.
Das Municipio Quintana Roo grenzt an die Municipios Dzitás, Cenotillo und Tunkás.

## Bevölkerung
Beim Zensus 2010 wurden im Municipio 942 Menschen in 257 Wohneinheiten gezählt. Davon wurden 381 Personen als Sprecher einer indigenen Sprache registriert (alle als Sprecher des Mayathan). 21,5 % der Bevölkerung waren Analphabeten. 282 Bewohner Quintana Roos wurden als Erwerbspersonen registriert, wovon über 88 % Männer bzw. gut zwei Prozent arbeitslos waren. Gut 27 % der Bevölkerung lebten in extremer Armut.

## Orte
Im Municipio Quintana wurde beim Zensus 2010 nur ein bewohnter Ort, das gleichnamige Quintana Roo, registriert. Der Ort wird vom INEGI als urban klassifiziert.
Darüber hinaus sind im Municipio acht benannte und ein unbenannter Ort ohne Einwohner gelistet.